# Futur imperfecte (Star Trek: La nova generació)
"Futur imperfecte" (títol original en anglès "Future Imperfect") és el vuitè episodi de la quarta temporada de la sèrie de televisió de ciència-ficció estatunidenca Star Trek: La nova generació, i el 82è de tota la sèrie. Es va emetre originalment en redifusió als Estats Units el 12 de novembre de 1990. Va ser dirigit per Les Landau.
Ambientada al segle XXIV, la sèrie segueix les aventures de la tripulació de la nau de la Flota Estel·lar de la Federació Enterprise-D sota el comandament del capità Jean-Luc Picard. En aquest episodi, En aquest episodi, durant una missió fora, Riker cau inconscient i es desperta per descobrir que han passat setze anys, i ara és capità de l' Enterprise. Com que no té cap record del temps que ha passat, comença a sospitar que el futur en què es troba potser no és real.

## Argument
La celebració d'aniversari del Comandant Riker s'interromp quan ell, Geordi La Forge i Worf són enviats a una gran caverna a Alpha Onias III, un planeta de classe M deshabitat, per investigar lectures inusuals. Després de la seva arribada, la caverna s'omple de sobte de gasos tòxics, i els tres cauen inconscients.
Riker es desperta a la infermeria i descobreix que han passat setze anys. Ara és capità de l'Enterprise amb Data com a primer oficial, i Picard ha estat ascendit a almirall, amb Deanna Troi com a ajudant. Riker no recorda cap esdeveniment després de la missió Alpha Onias III, però la Doctora Crusher li explica que és un efecte secundari d'una infecció viral que va contreure al planeta, i els seus records dels esdeveniments intermedis poden tornar o no.
Riker s'assabenta que estava casat, ara és vidu i té un fill (Chris Demetral) anomenat Jean-Luc (anomenat així en honor a Picard). Se sorprèn encara més quan Tomalak —un comandant romulà que abans era un arxienemic de l' Enterprise, ara un ambaixador — arriba a la nau per negociar un tractat de pau amb la Federació. Malgrat les garanties de Picard, Riker dubta a revelar informació sensible de la Flota Estel·lar en la negociació del tractat.
Mentre Riker lluita per adaptar-se a la seva nova vida, sorgeixen nombroses inconsistències. L'ordinador de l' Enterprise és inusualment lent, nombrosos sistemes experimenten errors tècnics menors i Geordi no pot corregir els problemes. Finalment, en Riker descobreix que la seva difunta dona "Min" és Minuet, un personatge fictici de la holocoberta que va conèixer una vegada. Riker s'adona que tot el "futur" que ha estat vivint és una farsa i s'enfronta a Picard i Tomalak al pont de l' Enterprise, i sorgeixen més incoherències a mesura que ho fa, demostrant les seves sospites. De sobte, el fals futur s'esvaeix, revelant una holocoberta romulana. Es revela que el comandant Tomalak està darrere de la simulació, l'objectiu de la qual era enganyar a Riker perquè descobrís la ubicació d'un lloc avançat clau de la Federació. Els romulans, explica Tomalak, es van confondre per la intensitat dels records de Riker sobre Minuet i l'havien incorporat a la seva fantasia suposant que era real.
Riker és posat en una zona d'espera, on coneix el nen la imatge del qual els romulans havien utilitzat per crear el seu "fill". El nen s'identifica com "Ethan". Junts, aconsegueixen escapar i eludir breument els seus guàrdies romulans. Tanmateix, com els dos s'amaguen dels seus perseguidors, Ethan es refereix sense voler a Tomalak com "ambaixador", en lloc de "comandant". Riker s'adona que encara està en una simulació; enfrontant-s'hi a Ethan, demana que el joc acabi immediatament i que se li permeti marxar.
Tot desapareix una vegada més, deixant només a Riker i Ethan a la caverna d'Alfa Onias III. Aleshores, Riker pot contactar amb la nau i s'assabenta que Worf i La Forge havien enviat transportats sense incidents, però l' Enterprise no havia pogut localitzar-lo. Després que Riker avisi al capità que en aquest moment informarà després d'aprendre més sobre la seva situació, Ethan confessa que havia creat les simulacions, utilitzant escàners sofisticats per llegir-li la ment i crear la "realitat" que van experimentar. El planeta d'Ethan havia estat atacat i la seva gent assassinada; la seva mare l'havia amagat a la caverna per la seva pròpia seguretat, amb tot l'equip de simulació, abans de morir; i Ethan, tot sol, havia anhelat una autèntica companyia. En adonar-se que les intencions d'Ethan no eren hostils, Riker li ofereix refugi a l' Enterprise. Ethan accepta l'oferta de Riker i després que Ethan reveli la seva veritable forma com un extraterrestre gris anomenat Barash, els dos són enviats a la nau.

## Repartiment i doblatge al català
La sèrie va ser doblada al català pels estudis Tramontana (primera part) i Soundtrack (segona part) i emesa a TV3 l’any 1991. Els dobladors de l'episodi foren:
| Personatge      | Actor/actriu      | Veu en català   |
| --------------- | ----------------- | --------------- |
| Jean-Luc Picard | Patrick Stewart   | Joan Crosas     |
| William Riker   | Jonathan Frakes   | Antoni Forteza  |
| Data            | Brent Spinner     | Joaquim Sota    |
| Geordi La Forge | LeVar Burton      | Aleix Estadella |
| Worf            | Michael Dorn      | Enric Arquimbau |
| Beverly Crusher | Gates McFadden    | Aurora Garcia   |
| Deanna Troi     | Marina Sirtis     | Victòria Pagès  |
| Wesley Crusher  | Will Wheaton      | Roger Pera      |
| Tomalak         | Andreas Katsulas  | Gal Soler       |
| Jean Luc /Ethan | Chris Demetral    | Marta Barbarà   |
| Minuet          | Carolyn McCormick | ?               |
| Alyssa Ogawa    | Patti Yasutake    | ?               |

## Producció
L'esborrany del guió d'aquest episodi va ser escrit pel duet d'escriptors J. Larry Carroll i David Bennett Carren. El productor creador Michael Piller estava entusiasmat amb la idea. Va deixar que tots dos desenvolupen més la història; Carroll i Carren també van ser contractats com a editors d'històries per als següents 18 episodis. L'esborrany original només incloïa el despertar de Riker sobre la futura Enterprise, que finalment es convertiria en un somni o il·lusió. A Piller encara li faltava un gir sorprenent i a Carren se li va ocórrer la idea d'incorporar un suposat engany romulà abans de la resolució real.
La inclusió del suposat segrest de Riker per part dels romulans va crear paral·lelismes amb la pel·lícula de 1964 36 Hours, basada en el conte de Roald Dahl Beware of the Dog. En aquesta pel·lícula, un oficial d'intel·ligència estatunidenc és segrestat pels alemanys l'any 1944. S'utilitzen drogues per fer-li creure que la Segona Guerra Mundial s'ha acabat des de fa anys i que pateix una pèrdua de memòria. Els alemanys volen extreure-li informació sobre l'imminent desembarcament aliat a Normandia.

## Recepció
Keith DeCandido el va valorar a tor.com el 2012 com un episodi mitjà de Star Trek: La nova generació. Jonathan Frakes hi podia demostrar bé les seves habilitats d'actuació. El món de fantasia hologràfic basat en els desitjos i les experiències de Riker i Barash era interessant, però DeCandido va pensar que es podria haver fet molt més amb aquesta idea. Va trobar poc convincents tant el maquillatge d'edat com la manca de desenvolupament del personatge de les futures versions dels personatges principals.
Zach Handlen de The A.V. Club va donar a l'episodi una nota A−.
El 2017, Popular Mechanics va dir que "Futur imperfecte" era un dels deu episodis "més divertits" de "Star Trek: La nova generació". El 2019, CBR va classificar "Futur imperfecte" com el cinquè millor episodi de la franquícia "Star Trek".
El 2016, Empire va classificar-lo com el 26è millor dels 50 millors episodis de tots els més de 700 episodis de televisió de Star Trek.
El 2020, Tom's Guide va incloure aquest com un dels millors episodis de Riker (interpretat per Jonathan Frakes).

## Continuïtat
El personatge Minuet es va presentar anteriorment a "Binaris" (temporada primera, episodi 15, emès l'1 de febrer de 1988)

## Llançament
"Futur imperfecte" es va publicar amb la caixa del DVD de la quarta temporada de Star Trek: La nova generació, llançat als Estats Units el 3 de setembre de 2002.